# Ohio (King Princess)
Ohio is een nummer van de Amerikaanse zangeres King Princess uit 2020. Het is afkomstig van haar debuutalbum Cheap Queen, waarop het op de deluxe editie verscheen.
"Ohio" begint rustig, maar later zorgt het gitaarwerk voor een steviger geluid. Het nummer wist in Amerika geen potten te breken in de hitlijsten. Ook de Nederlandse Top 40 werd niet gehaald, wel werd de plaat 3FM Megahit en bereikte het nummer 1-positie in de Mega Top 30 van NPO 3FM. In Vlaanderen reikte het nummer tot de Tipparade.

## Tracklijst
- Muziekdownload

1. "Ohio" - 4:54